# Eustrotia fascialis
Eustrotia fascialis là một loài bướm đêm trong họ Noctuidae.